# Боровая (Туринский муниципальный округ)
Боровая — деревня в Туринском городском округе Свердловской области России.

## Географическое положение
Деревня Боровая расположена в 10 километрах к юго-востоку от города Туринска (по автодороге в 11 километрах), на правом берегу реки Туры.

## Население
| 2002 | 2010 | 2021 |
| ---- | ---- | ---- |
| 58   | ↗69  | ↘53  |